# 短茎岩黄耆
短茎岩黄耆（学名：Hedysarum setigerum）为豆科岩黄耆属下的一个种。

## 扩展阅读
- 維基物種上的相關：短茎岩黄耆